# Abdessamad Mohammed
Abdessamad Mohammed, né le 10 décembre 1990, est un joueur franco-marocain international français de futsal. Il est l'actuel meilleur buteur de l'histoire de l'équipe de France.
Mohammed commence le futsal en 2007. Au bout de deux ans, il intègre le Vision Nova Arcueil en championnat de France. Après deux saisons, il rejoint le Kremlin-Bicêtre United. L'équipe se fait rapidement remarquer avec une finale de Coupe de France en 2012-2013. Elle remporte le trophée l'année suivante avant de devenir champion national 2014-2015. L'exercice d'après voit le KBU réaliser le doublé en 2016. Abdessamad quitte alors le club pour rejoindre l'ACCES futsal, club montant, en régional. Champion local et première équipe de ce niveau à gagner la Coupe nationale la première saison, le groupe joue en Division 2 la saison 2017-2018 et est promu en D1.
Sur le plan international, Abdessamad Mohammed joue en équipe de France. Il fait partie de la première sélection française à se qualifier et participer à une compétition internationale avec l'Euro 2018.
Abdessamad est le frère de Yassine, gardien international de futsal à ses côtés, et Marwan, sociologue.

## Biographie

### Enfance et formation
Abdessamad Mohammed est le cadet d'une fratrie de trois enfants. Il a deux frères : Yassine, futur gardien international de futsal à ses côtés, et Marwan, sociologue. Leurs parents sont originaires de Casablanca et émigrent en France dans les années 1970.
Abdessamad Mohammed découvre le futsal en 2007. À seize ans, il joue alors à Villiers-sur-Marne et possède une double licence football-futsal.
En 2009, il rejoint le Vision Nova Arcueil et se consacre uniquement au futsal. Il y joue pendant deux ans.
En mai 2011, Abdessamad fait partie de l'équipe de l'université Panthéon-Sorbonne qui s'impose en finale du championnat de France. Mohammed marque le seul but de la finale contre Évry (1-0). L'équipe comprend plusieurs joueurs du championnat de France, dont son frère Yassine et Yves Pichard dans les buts ainsi qu'Azdine Aigoun.
En 2013, son équipe dispute le championnat d’Europe universitaire 2013 à Malaga (Espagne). Il évolue avec neuf coéquipiers du Kremlin-Bicêtre United. L’université Paris 1 termine première de son groupe. Abdessamad inscrit un doublé contre l'université de Marmara (Turquie) puis un but contre celle d'Azerbaïdjan et permet à l'équipe de se qualifier en quart de finale contre l'Université d'York.

### Titres au Kremlin-Bicêtre (2011-2016)
En 2011, Abdessamad Mohammed rejoint le Kremlin-Bicêtre United. Lors de l'exercice 2011-2012, le KBU conclue le championnat à la quatrième place.
Pour la saison 2012-2013, le KBU est exclu du championnat à cause de l'attitude de ses spectateurs alors qu'il est en bonne position pour jouer le titre. L'équipe perd en finale de la Coupe Nationale. Abdessamad connaît sa première sélection en équipe de France en fin de saison.
Pour l'exercice 2013-2014, assuré de sa troisième place en championnat, le KBU remporte sa première Coupe de France.

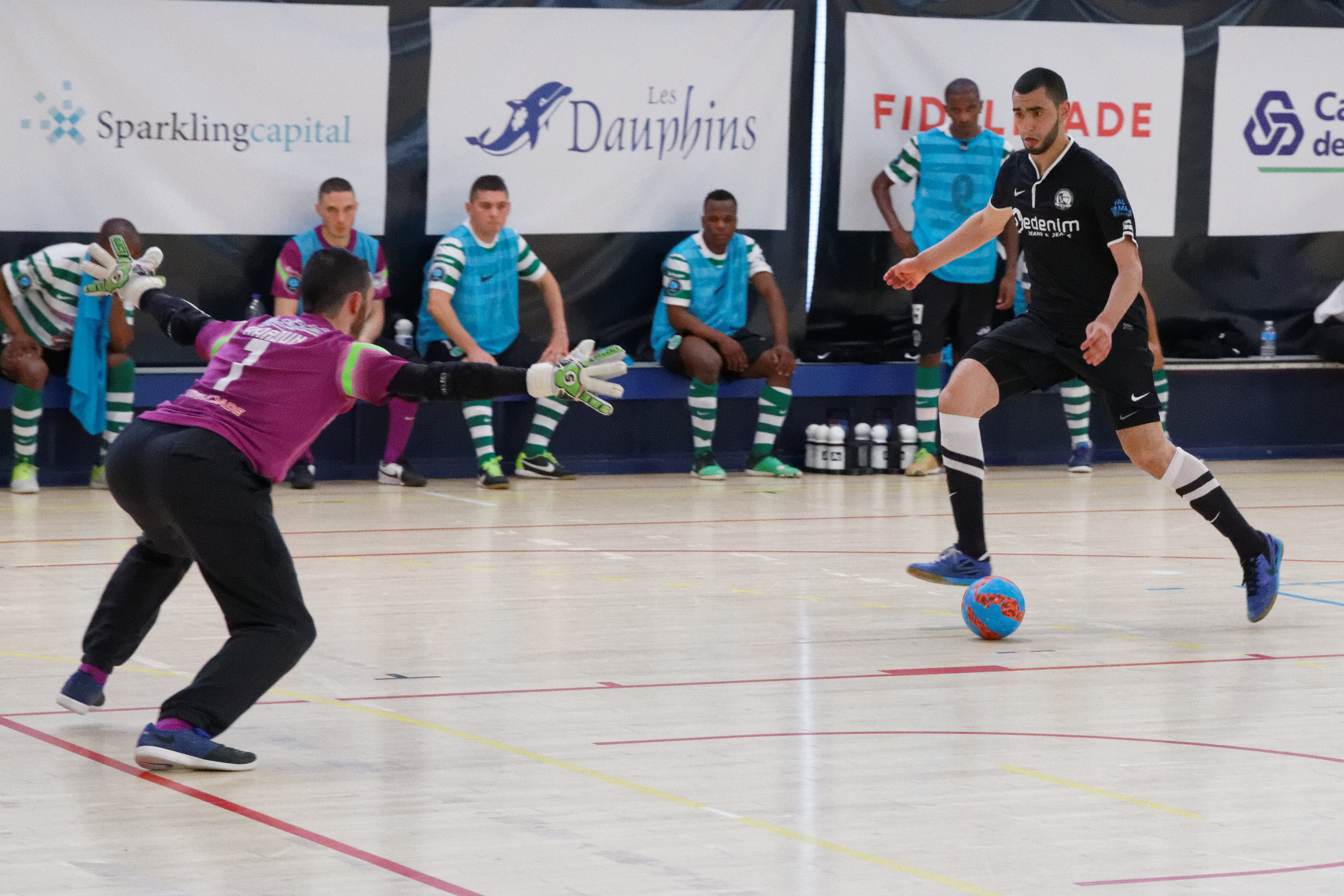
Mohammed (à d.) en demi-finale de D1 2014-15.

En 2014-2015, l'équipe réalise une saison pleine et conquiert le second titre de champion de France de son histoire. Quatrième de la phase régulière, le club l'emporte difficilement sur Toulon en finale (5-5 tab 5-4), où Mohammed inscrit un doublé.
Champion en titre, le KBU joue la coupe de l’UEFA et Abdessamad joue son premier match de Coupe d'Europe (en) en club le 25 août 2015, à l'occasion du tour préliminaire et la réception des Lituaniens du FK Inkaras Kaunas (victoire 7-1). L'équipe se hisse jusqu'au tour principal. En championnat, le KB United termine en tête de la phase régulière avec une seule défaite en 22 matchs. En phase finale rejouée, le KBU bat le Garges Djibson ASC après l'avoir déjà vaincu en finale de Coupe de France (4-3). Abdessamad et le Kremlin-Bicêtre United remporte leur premier doublé coupe-championnat. Abdessamad est sacré meilleur joueur français de la saison.

### Projet ambitieux avec ACCES (2016-2021)
À l'intersaison 2016, Abdessamad rejoint le club montant du futsal français, promu seulement en DH parisienne, l'ACCES futsal. Il motive sa décision en 2020 : « Je viens d’un quartier dans le Val-de-Marne. Je suis sensible à ce projet car il véhicule les mêmes valeurs que le club dans lequel j’ai grandi. Le fait d’allier performance sportive et proximité sociale m’a amené ici ».
En fin de saison 2016-2017, championne régionale, l'équipe joue deux matches de barrages d'accession en Division 2, qu'elle obtient. En Coupe de France, se hisse jusqu'en finale contre le Sporting Strasbourg, après avoir éliminé lourdement des équipes de première division. L'AFC devient la première équipe de régional à remporter le trophée (5-3).
Au terme de la saison 2017-2018, l'ACCES termine premier de la poule A de deuxième division et est promu en Division 1, un an seulement après sa montée en D2. Sportif amateur, Abdessamad Mohammed est alors chauffeur de bus à la RATP pour gagner sa vie,.
Au terme de l'exercice 2018-2019, ACCES échoue en finale de Division 1.
En 2019-2020, le championnat de D1 est arrêté à cause de la Pandémie de Covid-19 en France. Son équipe d'ACCS, en tête du classement à ce moment, est déclaré représentant de la France en Coupe d'Europe la saison suivante.
À l'été 2020, Mohammed laisse son numéro 10 à la suite de l'arrivée du multiple fois meilleur joueur du monde, Ricardinho, et prend le n°19 en restant capitaine de l'équipe. Après un but lors des débuts du club en Ligue des champions (7-3 contre l'Étoile rouge), le pivot français inscrit un doublé décisif en 16es de finale face à Pesaro (2-2 tab 8-7). L'équipe est éliminée au tour suivant par le FC Barcelone, futur finaliste. En championnat, ACCS remporte son premier titre de champion.
Pour la saison 2021-2022, le club est relégué administrativement en Division 2 pour raison financière mais participe tout de même à la Ligue des champions. Mohammed quitte le club fin décembre 2021 après cinq ans au club et l'élimination (avant un repêchage futur) lors du Tour élite européen.

### Pige en Italie puis rebond à Laval (depuis 2022)
Fin décembre 2021, Abdessamad Mohammed rejoint le CMB Matera en Serie A italienne,. Il inscrit neuf buts en dix-huit matchs de championnat, où son équipe termine en milieu de tableau.
Fin juin 2022, le pivot-ailier rentre en France et s'engage avec l'Étoile lavalloise Mayenne FC. Il signe un contrat de deux ans, plus une en cas de participation à la Coupe d’Europe,. À la moitié du championnat de Division 1 2022-2023, Abdessamad est en tête du classement des buteurs, avec seize réalisations en dix matches, et son équipe est première.
En demi-finale retour de D1 Futsal 2023-2024, Abdessamad Mohammed inscrit un triplé en trois minutes contre Toulon EF et contribue à la qualification en finale. Laval et Mohammed remportent leur second doublé coupe-championnat consécutif.

### En sélection nationale
En mai 2013, Abdessamad Mohammed est convoqué au stage de détection à Clairefontaine pour intégrer l'équipe de France A de futsal. Le mois suivant, il connaît sa première rencontre internationale en amical au Costa Rica, quittant l'Europe pour la première fois de sa vie, (1-1). Il se souvient : « j’ai 22 ans, je viens juste de me marier. On vient de perdre la finale de Coupe nationale avec le [Kremlin-Bicêtre United], c’est la fin de saison, et on monte direct dans l’avion. Je me souviens de ces onze longues heures de vol. Le sélectionneur de l’époque, Pierre Jacky (...) fait confiance à notre « quatre » au KB : Adrien Gasmi, Sid Belhaj (...), Kamel Hamdoud et moi ». Plus tard dans l'année, au Monténégro, Abdessamad inscrit son premier but.
Le 18 mars 2015, Abdessamad Mohammed joue sa première rencontre internationale UEFA lors du tour principal pour l'Euro 2016 et une défaite contre la République tchèque (5-3).
Fin janvier 2017, l'équipe de France joue le tour préliminaire des qualifications de l'Euro 2018. Elle bat Andorre grâce à un doublé de Mohammed (5-0), qui marque ensuite face à la Lituanie, et accède au tour principal. Lors de celui-ci, en avril, les Bleus obtiennent la deuxième place du groupe derrière la Russie, finaliste de l’édition précédente. La France s'incline (5-0) contre les Russes puis s'impose face à la Turquie (1-5), avec un but d'Abdessamad, et la Slovaquie, avec un nouveau doublé (4-1). Ces deux dernières réalisations sont les plus importantes de son parcours internationales d'après Mohammed lui-même. Abdessamad marque donc lors de chacune des quatre victoires. Ce résultat permet d’accéder au barrages pour la première fois de l'histoire du futsal en France. En septembre 2017, les Bleus prennent le meilleur de la Croatie au match retour des barrages et se qualifient pour leur premier Championnat d'Europe (1-1 et 4-5). Abdessamad Mohammed termine meilleure buteur français de cette campagne de qualification avec six buts.
En janvier 2018, Abdessamad fait partie de la sélection pour l'Euro 2018, première compétition disputée par les Bleus. Mohammed inscrit le premier but dans l’histoire de l’Équipe de France dans une phase finale, qui tient en échec les champions du monde espagnols (4-4),. Après avoir accrochée l'Espagne, les Bleus sont éliminées par leur défaite contre l’Azerbaïdjan.
En octobre 2018, Mohammed inscrit son premier triplé, contre l'Ukraine (3-1).
Début décembre 2020, pour le premier match de qualification pour l'Euro 2022 contre la Géorgie, Abdessamad Mohammed signe un doublé en une minute (4-4). Ce sont ses 40e et 41e buts en 63 sélections.
En janvier 2022, en ouverture de la Umag Nations Futsal Cup, Abdessamad inscrit son cinquantième but en sélection contre l'Ouzbékistan (victoire 4-2). Il récidive contre le Monténégro le lendemain et participe à la victoire des Bleus (4-8) lors de ce match et donc du tournoi. Le pivot ouvre le score en amical contre la Croatie en septembre (4-0) avant d'inscrire un doublé lors de la première journée des qualifications pour la Coupe du monde 2024 face à la Norvège (9-1). En novembre, à l'occasion de sa quatre-vingtième sélection Abdessamad inscrit son 56e but, à quatre longueurs du record d'Alexandre Teixeira. Abdessamad conclue l'année 2022 avec trois buts en deux matchs amicaux au Monténégro, terminant à un but du record de Teixeira.
Buteur face à la Serbie (2-0) le mardi 7 mars 2023, pour la finale du groupe de tour principal de qualification au Mondial 2024, Abdessamad Mohammed devient co-meilleur buteur de l'histoire de l'équipe de France de futsal avec soixante buts en 84 sélections. Il entre dans l'histoire le 13 avril 2023 en devenant le meilleur buteur de la sélection après avoir inscrit un des buts français contre la Croatie à l'occasion du tournoi international du Maroc.
Lors de la saison 2023-2024, en l'absence de Kevin Ramirez, Mohammed est nommé capitaine de la sélection. En avril 2024, Mohammed participe à la première victoire des Bleus contre le Brésil (3-2) en inscrivant son 72e but en 91 capes. Deux mois plus tard, en tournée de fin de saison au Costa Rica pour préparer le Mondial 2024, le premier auquel la sélection française est qualifiée, le meilleur buteur des Bleus fête sa centième cape, quatrième plus haut total français, face au même adversaire que lors de sa première cape onze ans auparavant.

## Style de jeu
Abdessamad Mohammed peut faire la différence à chaque instant d'un match. En tant qu'attaquant, il pèse sur la défense adverse et devient un point d'ancrage pour les attaques de son équipe. En 2022, il est considéré comme un ailier-pivot buteur, très bon gaucher et qui marque généralement beaucoup de buts. Ce joueur moderne, bon dans les phases offensives comme défensives, a une excellente vision du jeu et en situation de marquer.
Début 2020, Djamel Haroun, gardien n°1 de l'équipe de France, dit de lui que « c'est un pivot, mais il peut aussi jouer sur un côté en étant capable d'éliminer. (...) C'est un buteur. On peut le qualifier comme Luis Suarez : s'il peut frapper ou faire la passe, c'est plus le mec qui va frapper ».
En mars 2023, il déclare s'inspirer des pivots brésiliens Betão (en), Ferrao et Wilde (en).

## Statistiques
| Saison                | Club                  | Championnat           | Championnat | Championnat | Coupe(s) nationale(s) | Coupe(s) nationale(s) | Compétition(s) continentale(s) | Compétition(s) continentale(s) | Compétition(s) continentale(s) | France | France | Total | Total |
| Saison                | Club                  | Division              | M.          | B.          | M.                    | B.                    | Comp.                          | M.                             | B.                             | M.     | B.     | M.    | B.    |
| 2011-2012             | Kremlin-Bicêtre Utd   | D1                    | -           | -           | -                     | -                     | -                              | -                              | -                              | -      | -      | 0     | 0     |
| 2012-2013             | Kremlin-Bicêtre Utd   | D1                    | -           | -           | -                     | -                     | -                              | -                              | -                              | -      | -      | 0     | 0     |
| 2013-2014             | Kremlin-Bicêtre Utd   | D1                    | -           | -           | -                     | -                     | -                              | -                              | -                              | -      | 4      | 0     | 4     |
| 2014-2015             | Kremlin-Bicêtre Utd   | D1                    | -           | -           | -                     | -                     | -                              | -                              | -                              | -      | 2      | 0     | 2     |
| 2015-2016             | Kremlin-Bicêtre Utd   | D1                    | -           | -           | -                     | -                     | C1                             | -                              | -                              | -      | 5      | 0     | 5     |
| Sous-total            | Sous-total            | Sous-total            | -           | -           | -                     | -                     | -                              | -                              | -                              | -      | 11     | 0     | 11    |
| 2016-2017             | ACCES puis ACCS       | DH                    | -           | -           | -                     | -                     | -                              | -                              | -                              | -      | 7      | 0     | 7     |
| 2017-2018             | ACCES puis ACCS       | D2                    | -           | -           | -                     | -                     | -                              | -                              | -                              | -      | 6      | 0     | 6     |
| 2018-2019             | ACCES puis ACCS       | D1                    | 18          | 18          | -                     | -                     | -                              | -                              | -                              | -      | 4      | 18    | 22    |
| 2019-2020             | ACCES puis ACCS       | D1                    | 12          | 13          | -                     | -                     | -                              | -                              | -                              | -      | 3      | 12    | 16    |
| 2020-2021             | ACCES puis ACCS       | D1                    | 21          | 19          | -                     | -                     | C1                             | 3                              | 4                              | -      | 7      | 24    | 30    |
| 2021                  | ACCES puis ACCS       | D2                    | 7           | 15          | -                     | -                     | C1                             | 6                              | 4                              | -      | 5      | 13    | 24    |
| Sous-total            | Sous-total            | Sous-total            | 58          | 65          | -                     | -                     | -                              | 9                              | 8                              | -      | 32     | 67    | 105   |
| 2021-2022             | CMB Matera            | Serie A               | 18          | 9           | -                     | -                     | -                              | -                              | -                              | -      | 1      | 18    | 10    |
| 2022-2023             | Étoile lavalloise     | D1                    | 19          | 25          | 3                     | 4                     | -                              | -                              | -                              | -      | -      | 22    | 29    |
| 2023-2024             | Étoile lavalloise     | D1                    | 26          | 26          | -                     | -                     | -                              | -                              | -                              | -      | -      | 26    | 26    |
| Total sur la carrière | Total sur la carrière | Total sur la carrière | 121         | 125         | -                     | -                     | -                              | -                              | -                              | 108    | 81     | 229   | 206   |

## Palmarès
Division 1 (5)
- Champion : 2015, 2016 (KBU), 2020 (non-officiel), 2021 (ACCES), 2023 et 2024 (Laval)
- Finaliste : 2019 (ACCES)

Coupe de France (5)
- Vainqueur : 2014, 2016 (KBU), 2017 (ACCES), 2023 et 2024 (Laval)
- Finaliste : 2013 (KBU)

Division 2
- Vice-champion : 2018 (ACCES)

DH Île-de-France (1)
- Champion : 2017 (ACCES)

Championnat de France universitaire (1)
- Champion : 2011 (Panthéon-Sorbonne)